# Shala
Shala är en flod i Albanska alperna i norra Albanien. Dess källa ligger nära byn Theti vid gränsen mot Nordmakedonien. Dess strömmar flödar vanligtvis genom småkommunerna Shala, Shoshi och Temali. Den flödar in mot vattenreservoaren Komani och förenas med floden Drini i dammen Liqeni i Komanit nära byn Telumi. Shaladalen är den centrala delen av Thethis nationalpark.